# Atelopus
Atelopus är ett släkte av groddjur. Atelopus ingår i familjen paddor.

## Bildgalleri

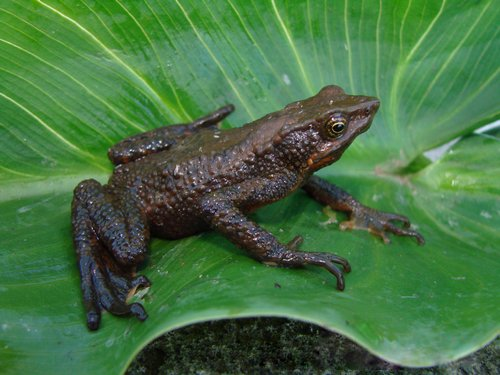
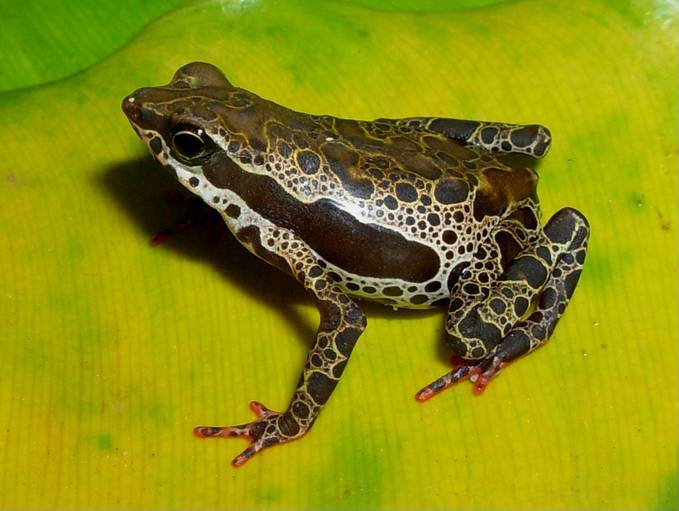
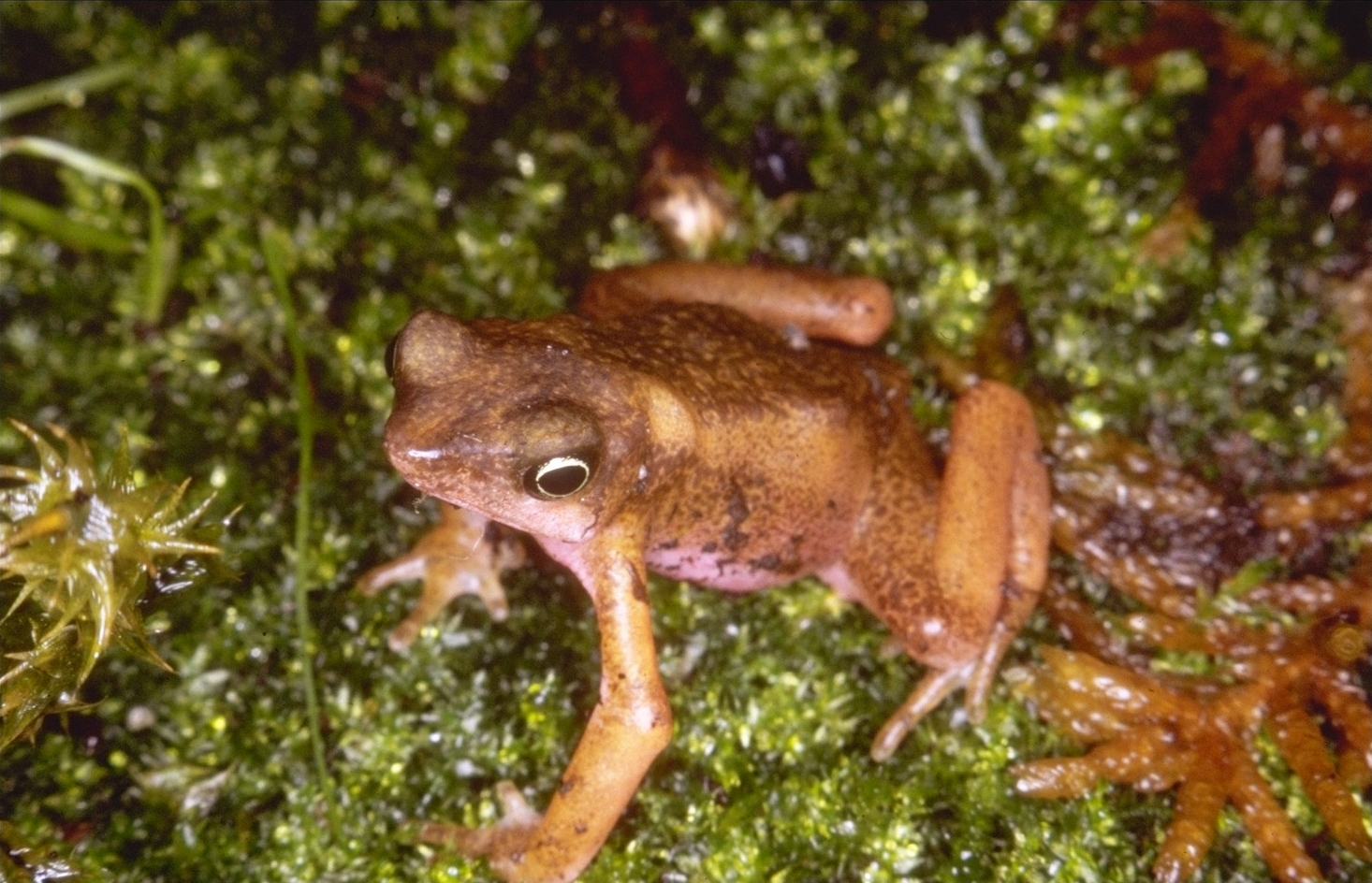
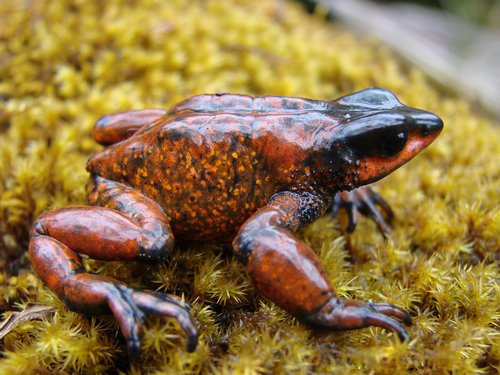
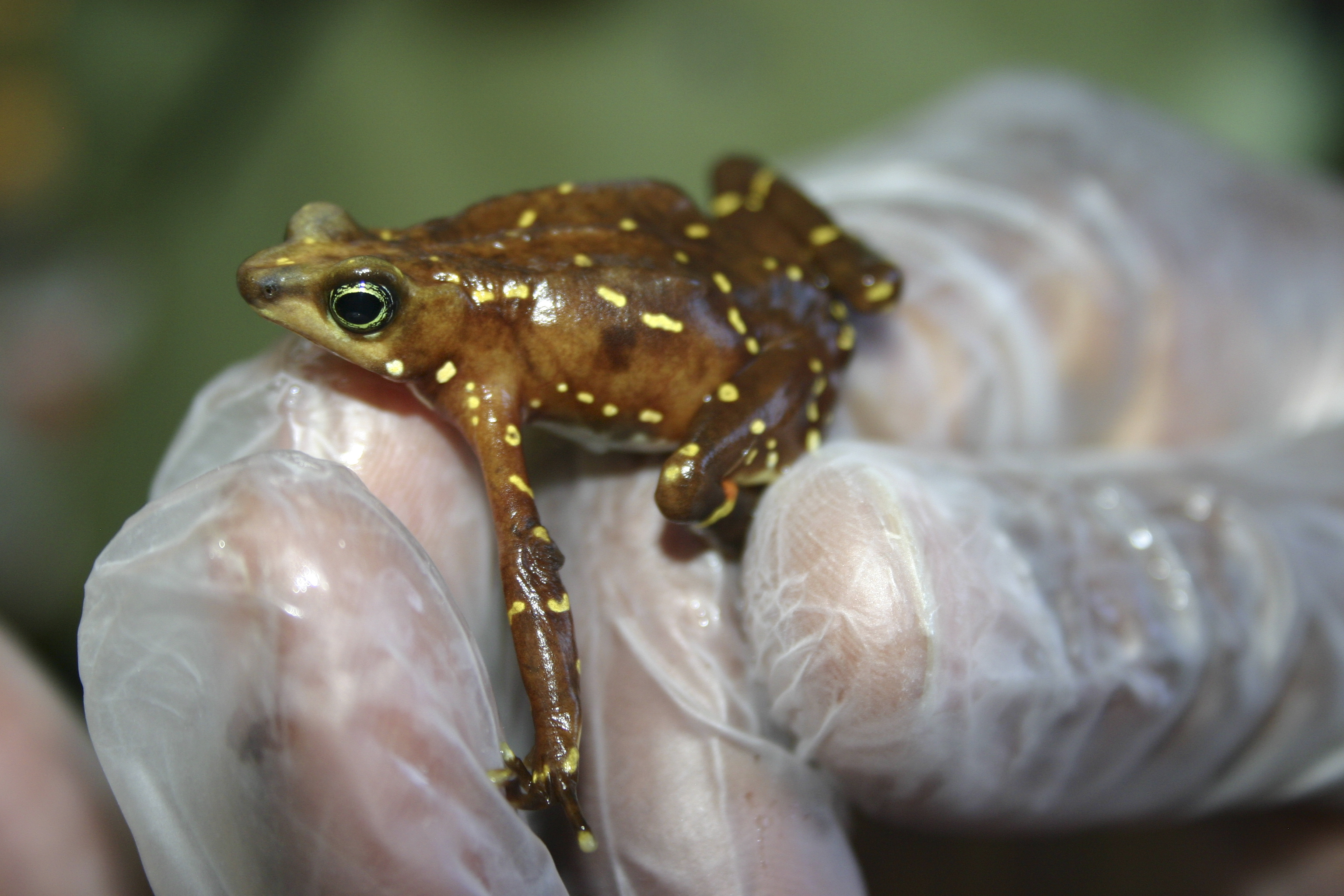

## Dottertaxa tillAtelopus, i alfabetisk ordning[1]
- Atelopus andinus
- Atelopus angelito
- Atelopus arsyecue
- Atelopus arthuri
- Atelopus balios
- Atelopus bomolochos
- Atelopus boulengeri
- Atelopus carauta
- Atelopus carbonerensis
- Atelopus carrikeri
- Atelopus certus
- Atelopus chiriquiensis
- Atelopus chocoensis
- Atelopus chrysocorallus
- Atelopus coynei
- Atelopus cruciger
- Atelopus dimorphus
- Atelopus ebenoides
- Atelopus elegans
- Atelopus epikeisthos
- Atelopus erythropus
- Atelopus eusebianus
- Atelopus eusebiodiazi
- Atelopus exiguus
- Atelopus famelicus
- Atelopus farci
- Atelopus flavescens
- Atelopus franciscus
- Atelopus galactogaster
- Atelopus glyphus
- Atelopus guanujo
- Atelopus guitarraensis
- Atelopus halihelos
- Atelopus ignescens
- Atelopus laetissimus
- Atelopus limosus
- Atelopus longibrachius
- Atelopus longirostris
- Atelopus lozanoi
- Atelopus lynchi
- Atelopus mandingues
- Atelopus mindoensis
- Atelopus minutulus
- Atelopus mittermeieri
- Atelopus monohernandezii
- Atelopus mucubajiensis
- Atelopus muisca
- Atelopus nahumae
- Atelopus nanay
- Atelopus nepiozomus
- Atelopus nicefori
- Atelopus onorei
- Atelopus oxapampae
- Atelopus oxyrhynchus
- Atelopus pachydermus
- Atelopus palmatus
- Atelopus patazensis
- Atelopus pedimarmoratus
- Atelopus peruensis
- Atelopus petersi
- Atelopus petriruizi
- Atelopus pictiventris
- Atelopus pinangoi
- Atelopus planispina
- Atelopus pulcher
- Atelopus pyrodactylus
- Atelopus quimbaya
- Atelopus reticulatus
- Atelopus sanjosei
- Atelopus seminiferus
- Atelopus senex
- Atelopus sernai
- Atelopus simulatus
- Atelopus siranus
- Atelopus sonsonensis
- Atelopus sorianoi
- Atelopus spumarius
- Atelopus spurrelli
- Atelopus subornatus
- Atelopus tamaense
- Atelopus tricolor
- Atelopus walkeri
- Atelopus varius
- Atelopus vogli
- Atelopus zeteki